# Mary Berry
Mary Berry, CBE (* 24. března 1935, Spojené království) je britská spisovatelka a expertka na gastronomii. V 17 letech se přestěhovala do Francie, kde začala studovat na Le Cordon Bleu škole. Vydala přes 70 kuchařských knih (její první knihou byla The Hamlyn All Colour Cookbook vydanou v roce 1970) a hostila několik televizních seriálů pro BBC a Thames Television.